# Ain’t It Dead Yet?
| Оценки критиков | Оценки критиков |
| Источник        | Оценка          |
| --------------- | --------------- |
| AllMusic        | [ 1 ]           |

Ain’t it Dead Yet? (с англ. — «Он ещё не умер?») — концертный альбом канадской электро-индастриал-группы Skinny Puppy, выпущенный в 1989 года лейблом Nettwerk.

## Запись
Ain’t it Dead Yet? был записан в концертном зале Торонто 31 мая 1987 года во время их гастролей в поддержку альбома Cleanse Fold and Manipulate (1987 г.).
Фильм был продемонстрирован на фестивале South by Southwest 18 марта 1989 года.

## Выпуск
Концертный альбом был выпущен на VHS в 1989 году и CD в 1991 году.  
При первом издании концерт был представлен в виде одного длинного трека, а поскольку «One Time One Place» на обложке была неправильно помечена как «Gods Gift Maggot»; «Draining Faces» также неправильно помечена как «Brap», эта ошибка присутствует во всех будущих изданиях. Впоследствии это было исправлено при более поздних публикациях, где появляется правильное название «One Time One Place», а концерт разделён на 12 треков. Также Ain’t it Dead Yet? доступен на DVD. С DVD-дисками возникли проблемы; при первых публикациях не был показан вступительный клип, который был в выпуске VHS. На некоторых более поздних выпусках были серьезные проблемы с балансом и басами.

## Список композиций
Все тексты написаны Нивеком Огром, вся музыка написана группой Skinny Puppy.
| №                   | Название                  | Оригинальная версия песни       | Длительность |
| ------------------- | ------------------------- | ------------------------------- | ------------ |
| 1.                  | «Intro»                   |                                 | 1:58         |
| 2.                  | «Anger»                   | Cleanse Fold and Manipulate     | 5:11         |
| 3.                  | «The Choke»               | Bites                           | 6:29         |
| 4.                  | «Addiction»               | Cleanse Fold and Manipulate     | 6:06         |
| 5.                  | «Assimilate»              | Bites                           | 8:54         |
| 6.                  | «First Aid»               | Cleanse Fold and Manipulate     | 4:49         |
| 7.                  | «Dig It»                  | Mind: The Perpetual Intercourse | 6:29         |
| 8.                  | «One Time One Place»      | Mind: The Perpetual Intercourse | 5:50         |
| 9.                  | «Deep Down Trauma Hounds» | Cleanse Fold and Manipulate     | 4:36         |
| 10.                 | «Chainsaw»                | Chainsaw                        | 5:35         |
| 11.                 | «Draining Faces»          | Cleanse Fold and Manipulate     | 5:29         |
| 12.                 | «Smothered Hope»          | Remission                       | 7:02         |
| Общая длительность: | Общая длительность:       | Общая длительность:             | 67:57        |

## Участники записи
| Skinny Puppy - Нивек Огр — вокал - Кевин Ки — барабаны, гитара, синтезатор - Дуэйн Р. Готтел — синтезатор, электронные барабаны | Производственный персонал - Кевин Ки — продюсер - Дэйв Огилви — продюсер, сведение - Рик Арбуа — запись Художественное оформление - Стивен Р. Гилмор — дизайн |